# Stipagrostis plumosa
Stipagrostis plumosa är en gräsart som beskrevs av William Munro och John Smith. Stipagrostis plumosa ingår i släktet Stipagrostis och familjen gräs. Inga underarter finns listade i Catalogue of Life.